# Dipartimento di Jemmapes
Jemmapes o Jemmape (ʒɛ.map) era il nome di un dipartimento della Prima Repubblica francese e poi del Primo Impero francese nell'attuale Belgio. Venne così chiamato in onore della vittoria francese contro gli austriaci nella battaglia di Jemappes (6 novembre 1792), combattuta durante la guerra della prima coalizione nei pressi di Jemappes, vicino a Mons. Jemappes a quel tempo veniva anche scritto Jemmape, Jemmapes o Jemmappes. Il territorio del dipartimento corrisponde grossomodo all'attuale provincia belga dell'Hainaut.

## Storia
Il dipartimento venne istituito per la prima volta nel 1793 e, dopo la controffensiva tedesca, ricreato definitivamente nel 1795, quando i Paesi Bassi meridionali furono annessi alla Prima Repubblica francese.
Dopo la sconfitta di Napoleone nel 1814, il dipartimento entrò a far parte del Regno Unito dei Paesi Bassi nella provincia dell'Hainaut. Il territorio del dipartimento corrisponde grossomodo alla provincia belga dell'Hainaut.

## Suddivisione amministrativa
Il dipartimento era suddiviso nei seguenti arrondissement e cantoni (situazione al 1812):
- Mons, cantoni: Boussu, Chièvres, Dour, Enghien, Lens, Le Rœulx, Mons (2 cantoni), Pâturages e Soignies.
- Charleroi, cantoni: Beaumont, Binche, Charleroi (2 cantoni), Chimay, Fontaine-l'Évêque, Gosselies, Merbes-le-Château, Seneffe e Thuin.
- Tournai, cantoni: Antoing, Ath, Celles, Ellezelles, Frasnes, Lessines, Leuze, Péruwelz, Quevaucamps, Templeuve e Tournai (2 cantoni).

Il dipartimento aveva nel 1812 una popolazione di 472.366 abitanti, su una superficie di 376.658 ettari (3.766,58 km²).